# 왕숙 문공
왕숙 문공(王叔文公, ? ~ 기원전 624년)은 주나라의 왕족이다. 성(姓)은 희(姬), 이름은 호(虎)이다. 주 희왕의 아들이자 주 혜왕의 동생으로 왕자 호라고도 부른다.

## 생애
주 양왕이 그가 천자의 숙부라는 이유로 왕숙국을 건립해 주었고, 왕숙 문공은 조정의 경사(卿士)가 되었다.
기원전 632년, 성복 전투에서 승리한 진 문공이 양왕에게 초나라 포로를 바치자 양왕은 왕숙 문공을 보내 진 문공을 후백(侯伯)에 임명하였다. 이후 왕숙 문공은 천토(踐土)의 회맹을 주재하였고, 진 문공은 패주(霸主)가 되었다. 기원전 624년 4월 을해일, 왕숙 문공이 죽자 시호를 문(文)으로 하였고, 아들 왕숙 환공이 뒤를 이었다.